# Margaret Mead
Margaret Mead (født 16. december 1901, død 15. november 1978) var en amerikansk antropolog, der først og fremmest er kendt for sin forskning inden for personlighedsudvikling, kønsroller og seksualitet.
Det var især hendes feltarbejde på Samoa, i Melanesien og på Bali, beskrevet i en række bøger, der gjorde hende verdensberømt og fungerede som akademisk grundlag for debatten i 1960'ernes seksuelle revolution. 
Hun var i en periode gift med Gregory Bateson, der også var antropolog. Sammen fik de datteren Mary Catherine Bateson, der fortsatte forældrenes studier.